# Broeck Pointe
Broeck Pointe est une ville située dans le comté de Jefferson, dans l’État du Kentucky, aux États-Unis. Sa population s’élevait à 272 habitants lors du recensement de 2010, estimée à 281 habitants en 2016. Broeck Pointe fait partie de l’agglomération de Louisville.